# Valentin Olenik
Valentin Olenik (Kemerovo, Unión Soviética, 18 de julio de 1939-12 de febrero de 1987) fue un deportista soviético especialista en lucha grecorromana donde llegó a ser subcampeón olímpico en México 1968.

## Carrera deportiva
En los Juegos Olímpicos de 1968 celebrados en México ganó la medalla de plata en lucha grecorromana estilo peso medio, tras el luchador alemán Lothar Metz (oro) y por delante del yugoslavo Branislav Simić (bronce).